# Petra Kahlfeldt
Petra Kahlfeldt (auch Petra Gutheil Kahlfeldt; * 27. Juni 1960 in Kaiserslautern) ist eine deutsche Architektin. Sie ist seit Dezember 2021 Senatsbaudirektorin in der Berliner Senatsverwaltung für Stadtentwicklung, Bauen und Wohnen.

## Leben

### Ausbildung
Sie absolvierte von 1979 bis 1985 ein Studium der Architektur an der Technischen Universität Berlin, darunter ein einjähriges Auslandsstudium an der Universität Florenz. 1985 erhielt sie ihr Diplom und arbeitete in verschiedenen Architekturbüros in Berlin mit. 

### Tätigkeiten
Seit 1987 arbeitet sie selbständig zusammen mit ihrem Ehemann Paul Kahlfeldt. Von 1990 bis 1995 war sie wissenschaftliche Mitarbeiterin am Lehrstuhl für Entwerfen und Baukonstruktion an der Technischen Universität Berlin. 1997 erhielt sie ein einjähriges Stipendium an der Deutschen Akademie Rom Villa Massimo.
Kahlfeldt war von 2001 bis 2003 Vorsitzende des BDA Berlin und war zwischen 2004 und 2009 Sutor-Professorin für Denkmalpflege und Entwerfen an der Hochschule für Bildende Künste sowie der HafenCity Universität (HCU) in Hamburg. 2009/10 war sie als Gastprofessorin an der Universität Bologna.
2006 war sie Sprecherin des Departments Architektur an der HCU; zwischen 2000 und 2014 war sie Mitglied im Landesdenkmalrat der Stadt Berlin. Seit 2008 ist sie Kuratoriumsmitglied im Architekten- und Ingenieurverein zu Berlin-Brandenburg, seit 2015 Mitglied im Beirat der Berliner Verkehrsbetriebe (BVG) und im Welterbe- und Gestaltungsbeirat der Hansestadt Lübeck im sowie seit 2017 Mitglied im Gestaltungsbeirat der Landeshauptstadt Potsdam. Sie ist Professorin für Baukonstruktion im Bestand an der Berliner Hochschule für Technik.
Die Ankündigung ihrer Ernennung zur künftigen Senatsbaudirektorin von Berlin Ende 2021 erregte Kritik aus dem Umfeld der politischen Architekturzeitschrift Arch+. Man forderte unter anderem ein transparenteres Besetzungsverfahren, das jedoch bei der Amtsvorgängerin Regula Lüscher nie für Kritik sorgte, wie Kommentatoren anmerkten. Nikolaus Bernau kommentierte, die Berufung sei ein „Sieg der Berliner Traditionalisten“; Kahlfeldt müsse für „frische Luft in den Architekturdebatten“, ökologischen Stadtumbau und behutsame Stadtentwicklung sorgen.
Laut einer Initiative um HG Merz, Philipp Oswalt und Matthias Sauerbruch stehe das bisherige Engagement Kahlfeldts für hochpreisige Wohnlösungen und Privatisierung öffentlicher Grundstücke „im krassen Gegensatz zu den aktuellen Herausforderungen Berlins“.
Andere Kommentatoren lobten die Berufung Kahlfeldts und stellten sich gegen die Kritik, die sich nicht an konkreten Taten Kahlfeldts, sondern an ihrer Person abarbeite. Gerwin Zohlen warf den Verfassern eines offenen Briefes gegen die Berufung vor, Kahlfeldt und ihr architektonisches Schaffen zu diffamieren. Die Unterzeichner „befürchten scheinheilig, was sie selbst forcieren: die Ideologisierung der Berliner Baupolitik“, so der Berliner Architekturverleger. Arno Lederer erklärte, die Vorwürfe gegen Kahlfeldt seien „diffamierend“ und grenzten an üble Nachrede. „Den Schaden hat unser ganzer Berufsstand“, so der Stuttgarter Architekt. Rainer Haubrich bezeichnete die neue Senatsbaudirektorin als „eine gute Wahl“. Sie lebe seit ihrem Studium in Berlin, verfüge über ein „großes Oeuvre qualitätvoller Bauten in ganz Deutschland“, kenne die örtliche Architektenschaft und Bauverwaltung aus vielen Funktionen und stehe für einen „behutsamen Umgang mit dem historischen Bestand“, so der Berliner Architekturkritiker.
Im Dezember 2021 wurde sie unter Senator Andreas Geisel zur Senatsbaudirektorin in der Berliner Senatsverwaltung für Stadtentwicklung, Bauen und Wohnen ernannt.

### Privates
Petra Kahlfeldt ist verheiratet mit Paul Kahlfeldt, hat zwei Kinder und wohnt mit ihrer Familie in Berlin-Friedenau.